# Maybach 12
Maybach 12 – luksusowy samochód produkowany przez firmę Maybach w latach 1929–1930. Liczba 12 w jego nazwie oznacza liczbę cylindrów. Samochody tej firmy należą do najdroższych seryjnie produkowanych aut na świecie.
Samochód napędzany był przez dwunastocylindrowy silnik z zapłonem iskrowym o pojemności 6922 cm³. Moc silnika wynosiła 150 KM, przy 3000 obrotów na minutę. Przeniesienie napędu odbywało się za pomocą trzybiegowej skrzyni biegów z jednym nadbiegiem. Maksymalna prędkość wynosiła 145 km/h. Samochód zużywał 28 l benzyny na 100 km. Długość auta wynosiła 5,10 metrów, rozstaw osi 3,66 metrów.
Wyprodukowano około 200 sztuk tych samochodów.